# Cissus gardneri
Cissus gardneri là một loài thực vật hai lá mầm trong họ Nho. Loài này được Thwaites miêu tả khoa học đầu tiên năm 1858.